# Luigi Vacca
Luigi Vacca (Torino, 1778 – Torino, 6 gennaio 1854) è stato un pittore e scenografo italiano.

## Biografia
Eseguì lavori per alcune chiese di Torino e Carmagnola:
- Chiesa dei SS. Pietro e Paolo: Rinnovo del voto all'Immacolata nel 1630, 1810, quadro storico[1]
- Chiesa di Santa Teresa: decorazioni della cupola, 1820-1826[2]
- Chiesa dei Santi Martiri: affreschi della volta[3] (Cuore Immacolato di Maria, Sacro Cuore di Gesù, su medaglioni), della cupola e dell'abside (Supplizio dei martiri), 1841-1844[4]
- Chiesa della Santissima Trinità: affreschi della cupola (La gloria dei beati nel paradiso)[5], 1844-1847[6]. Quest'opera fu eseguita in collaborazione con Francesco Gonin, che, conosciuto all'Accademia di pittura e scultura di Torino[5], era in seguito divenuto suo genero, sposandone la figlia Olimpia.[5]
- Basilica del Corpus Domini: affreschi del 1853[7]

Dal 1799 al 1853 fu anche scenografo, per il Teatro Carignano e il Teatro Regio di Torino.